# Precetti del Bodhisattva
I Precetti del Bodhisattva (sanscrito: bodhisattvasaṃvara; cinese 菩薩戒 púsàjiè; giapponese bosatsukai; coreano 보살계 bosalgye; vietnamita bồ tát giái, giới; tibetano byang-chub sems-dpa'i sdom) sono un insieme di regole del Buddismo Mahāyāna la cui osservanza è prescritta per coloro che dopo aver pronunciato il "Voto del bodhisattva" intraprendono questa via di perfezionamento spirituale.
Questi precetti sono elencati nei Canoni buddisti cinese e tibetano conservando alcune differenze tra loro.

## I precetti del Bodhisattva nel Canone cinese
Nel Canone cinese questi precetti sono elencati nel Brahmajālasūtra (梵網經 Fànwǎng jīng, giapp. Bonmō kyō, Il Sutra della rete di Brahma, conservato nel Lǜbù al T.D. 1484, è conservato solo nel Canone cinese) dove vengono suddivisi in:

### I Dieci Precetti maggiori
"Dieci precetti maggiori" (十重戒, shízhòngjiè, giapp. jūjūkai) che corrispondono a:
1. non uccidere;
2. non rubare;
3. non procurare offese con la sessualità[1];
4. non mentire;
5. non vendere bevande alcoliche [2];
6. non parlare degli "errori" degli altri;
7. non vantarti, non sminuire gli altri;
8. non essere geloso o avaro;
9. non conservare risentimenti;
10. non insultare i Tre gioielli.

### I Quarantotto Precetti minori
"Quarantotto precetti minori" (四十八輕戒, sìshíbā qīngjiè, giapp. shijūhachi kyōkai) che corrispondono a:
1. non offendere il maestro e gli altri confratelli;
2. non consumare alcol e invitare coloro che lo consumano a desistere;
3. non mangiare carne;
4. non consumare aglio, allium victorialis (茖葱), scalogno, cipolle, porri, assafetida e gli altri cinque tipi di cibo speziato;
5. invitare gli altri a pentirsi dei comportamenti inadeguati;
6. richiedere sempre gli insegnamenti (Dharma) e fare le offerte;
7. non trascurare alcun insegnamento o spiegazione della "dottrina";
8. non uscire dal Mahāyāna;
9. non mancare di curare chi è malato;
10. non possedere armi;
11. non prestarsi come ambasciatore o inviato durante una guerra;
12. non praticare attività commerciali che si fondino sulla sofferenza altrui (vendita di schiavi, animali, etc.)

1. non accusare falsamente gli altri componenti del saṃgha;
2. non causare incendi;
3. non impartire alcun insegnamento che sia inferiore alla dottrina Mahāyāna;
4. non nascondere gli insegnamenti;
5. non pretendere (non insistere nella richiesta) le donazioni;
6. non insegnare ciò che non si conosce in modo adeguato;
7. non vantare sé stesso, non denigrare gli altri;
8. adoperarsi sempre per la "illuminazione" degli esseri senzienti;
9. non esercitare la violenza ed evitare la vendetta;
10. non essere arrogante;
11. non lesinare gli insegnamenti sul Dharma;
12. mettere sempre in pratica le dottrine Mahāyāna;
13. non accettare alcuna donazione per sé stessi;
14. guidare il saṃgha in modo saggio e pertinente;
15. non accettare alcun invito che danneggi il saṃgha;

1. non praticare alcuna discriminazione quando si invita qualcuno;
2. non accettare mezzi di sussistenza che risultino inadatti;
3. non compiere mediazioni negli affari dei laici;
4. aiutare i monaci sottomessi dai potenti e sottrarre alla compravendita gli oggetti sacri;
5. evitare di promuovere sofferenza agli esseri senzienti (commercio di armi, allevamento di animali per cibarsene, truffare o rubare i beni altrui);
6. non assistere a spettacoli impropri e divertimenti distraenti (lotte, giochi, etc.)
7. mai accantonare la bodhicitta, e nemmeno sospenderla per breve tempo;
8. esprimere voti a favore degli altri esseri senzienti;
9. essere pronti a sacrificare la vita pur di non tradire le proprie scelte;

1. evitare di vivere in territori pericolosi qualora si decidesse di praticare l'ascesi;
2. scegliere il posto a noi adatto durante le Assemblee del Dharma;
3. coltivare i meriti leggendo e spiegando i testi del Dharma;
4. non discriminare quando si conferiscono i precetti;
5. non insegnare per denaro, fama o potere personale;
6. non presentare i precetti a persone che seguono vie errate;
7. evitare di aggirare i precetti;
8. onorare i sutra e le regole morali;
9. non evitare di insegnare agli esseri senzienti;
10. non predicare in condizioni non adeguate;
11. non sottomettersi a leggi contrarie al Dharma.
12. non compiere azioni dannose per il Dharma.

## I precetti del Bodhisattva nel Canone tibetano
I voti di Bodhicitta contemplano tutti i precetti precedenti e sono riferiti sia a coloro che hanno preso l'impegno di Bodhicitta sia per aver ricevuto un'iniziazione tantrica e in particolar modo di Maha Anuttara Yoga.

### I tre principi
- Nutrire costantemente l'auspicio di poter essere utile agli altri
- Abbandonare tutto ciò che può essere causa di danno agli altri.
- Coltivare tutto ciò che può servire come base per il bene degli altri.

### I diciotto voti radice di Bodhicitta
Essi consistono nel non commettere le seguenti azioni:
1. Elogiare se stessi e sminuire gli altri per il piacere di ricavare offerte, rispetto, venerazione e profitto in generale pretendendo di essere un maestro;
2. Non dare aiuto materiale o insegnamenti di Dharma a coloro che soffrono o sono senza protezione, per avarizia e desiderio di accumulare conoscenza per se stessi;
3. Benché una persona ammetta la sua colpa nell'averci offeso e ci chieda scusa, non prestarle ascolto e portare rancore;
4. Condannare gli insegnamenti di Buddha e insegnare visioni errate;
5. Impossessarsi delle offerte fatte ai tre gioielli del Rifugio, rubandole furtivamente, rubandole con forza o con altri sistemi;

1. Disprezzare il Tripitaka dicendo che tali scritture non costituiscono l'insegnamento del Buddha;
2. Espellere monaci dal monastero o dal Sangha, anche se hanno trasgredito i loro voti;
3. Commettere una delle cinque azioni atroci come quella di uccidere il proprio padre, madre, un Arhat, ferire intenzionalmente un BUddha o causare una divisione nel Sangha dando credito o diffondendo idee settarie;
4. Sostenere idee contrarie all'insegnamento di Buddha, come il settarismo, la miscredenza nei Tre Gioielli, nel Karma e così via;
5. Distruggere i centri abitati per mezzo del fuoco, di bombe, inquinamento magia nera;

1. Insegnare la vacuità a coloro che non sono maturi per comprenderla;
2. Distogliere gli altri dall'impegno verso la piena Illuminazione e incoraggiarli a lavorare solamente per la loro liberazione individuale dalla sofferenza;
3. Spingere gli altri ad abbandonare gli impegni della disciplina morale;
4. Far sì che gli altri abbiano le nostre stesse idee sbagliate sugli insegnamenti dell'Hīnayāna, come pure, disprezzare tali insegnamenti dicendo che praticandoli non si arriva al Nirvana;
5. Praticare, sostenere o insegnare il Dharma per trarne profitto personale o fama e contemporaneamente dire che la propria motivazione è pura e che sono gli altri a praticare il Dharma con tali cattivi scopi;

1. Sostenere falsamente di aver realizzato la vacuità profonda e che se gli altri arrivassero alla stessa comprensione profonda che noi abbiamo, diventerebbero nobili e altamente realizzati come noi;
2. Prendere i doni fatti ad altri e far sì che gli altri ci diano le cose che erano originariamente da offrire ai Tre Gioielli;
3. Prendere qualcosa ai monaci che praticano la meditazione e darla coloro che recitano sole le scritture;

#### I quarantasei voti ausiliari
I Quarantasei voti ausiliari dei Bodhisattva consistono nell'abbandono delle seguenti azioni:
1. Non offrire ogni giorno ai Tre Gioielli di Rifugio con il corpo, la parola e la mente, le prostrazioni, l'elogio e la contemplazione delle loro qualità eccellenti, al fine di sviluppare il rispetto e la fede in loro;
2. Seguire e tradurre in azioni, a causa di insoddisfazione, il desiderio di ottenere e possedere le cose;
3. Non rispettare i monaci anziani che potrebbero essere dei Bodhisattva;
4. Non rispondere a domande alle quali siamo in grado di rispondere;
5. Non accettare gli inviti di altri, a causa di odio o per offenderli; per l'orgoglio di considerare noi stessi appartenenti ad un rango superiore e quindi di non dover stare con gente umile, o per il timore che le persone di rango più elevate ci potrebbero disprezzare se ci vedessero con persone umili;
6. Non accettare in dono denaro e così via, per collera, orgoglio o gelosia;
7. Non insegnare il Dharma a coloro che desiderano apprenderlo;

In relazione alla disciplina
8. Ignorare, non perdonare e non aiutare coloro che hanno infranto la loro disciplina morale;
9. Non insegnare a qualcuno un aspetto del Dharma che desidera imparare e che siamo in qualificati a insegnare, solo perché non fa parte della nostra pratica o del nostro interesse;
10. Non commettere una delle sette azioni non virtuose del corpo e della parola con la motivazione di Bodhicitta, quando le circostanze lo rendano necessario, dicendo che far ciò vuol dire andar contro gli impegni della disciplina morale;

1. Non commettere una delle sette azioni non virtuose del corpo e della parola con la motivazione di Bodhicitta, quando le circostanze lo rendano necessario, a causa di mancanza di compassione;
2. Accettare cose ottenute con uno qualsiasi dei mezzi scorretti per procurarsi da vivere, cioè: adulazione, insinuazione, corruzione, coercizione o inganno;
3. Avere come proprio interesse principale le attività frivole come i divertimenti, lo sport, il bere e il comportarsi superficialmente e cos' distrarre la propria mente e sprecare del tempo che potrebbe essere usato più costruttivamente per la pratica del Dharma;
4. desiderare di raggiungere la Liberazione dal saṃsāra solo per se stessi;
5. Non mantenere questi voti del Bodhisattva pensando che ci possono rendere impopolari;
6. Non mettere in pratica le azioni positive di rimedio che ci vengono consigliate, quando abbiamo trasgredito uno dei nostri voti;

In relazione alla pazienza
7. Essere collerici mentre si praticano le virtù e ricambiare con insulti, quando siamo percossi, criticati, chiamati con nomignoli o quando siamo oggetto dell'ira di qualcuno;
8. Rifiutarsi di aiutare coloro che sono in collera con noi;
9. Rifiutarsi di accettare le scuse di altri che ammettono di aver agito in modo sbagliato;
10. Seguire e tradurre in azioni la collera;

in relazione all'impegno entusiastico e perseverante
11. Radunare una cerchia di discepoli e seguaci, spinti dal desiderio di ricavare profitto, elogi, amore e sicurezza;

1. Non allontanare da se stessi i tre tipi di pigrizia, cioè: procrastinare, il complesso di inferiorità e lo sprecare tempo ed energia in attività samsariche futili;
2. Sprecare il proprio tempo spinti dall'attaccamento, parlando a vanvera, chiacchierando sul sesso, parlando di alcolici, droghe, in modo settario e così via;

In relazione alla concentrazione
3. Non sforzarsi di imparare i metodi per ottenere la concentrazione;
4. Non curarsi di eliminare le distrazioni che ostacolano la propria meditazione;
5. Considerare i pregi della meditazione, come ad esempio le sensazioni piacevoli ed esilaranti, come fini a se stesse e divenirne attaccati;

In relazione alla conoscenza trascendente
6. Trascurare lo studio degli insegnamenti Hīnayāna;
7. Volgersi ad altri sistemi di pratica, quando si sta già seguendo un sistema efficace. Ciò sarebbe come cambiare maestro nel mezzo del sentiero una volta che ci si è stabilizzati su un sentiero sicuro d'Illuminazione;
8. Trascorrere tutto il nostro tempo leggendo insegnamenti non buddisti; quand'anche li si studi per la buona ragione di capire e aiutare gli altri, non dovrebbero essere studiati intensamente tanto da interferire nello studio del Dharma;
9. Preferire e divenire attaccati agli insegnamenti non buddisti, anche leggendoli soltanto;
10. Abbandonare gli insegnamenti Mahayana;
11. Elogiare se stessi e disprezzare gli altri, spinti da arroganza o collera;

1. Non partecipare a discorsi di Dharma, incontri, pūjā, cerimonie e così via;;
2. Disprezzare il proprio Guru e non affidarsi alle sue parole;

In relazione all'aiuto verso il prossimo
3. Non aiutare i bisognosi;
4. Evitare di prendersi cura degli ammalati;
5. Non alleviare la sofferenza degli altri;
6. Non dare insegnamenti di Dharma a coloro che lo ignorano e che lavorano solo per le cose di questa vita;
7. Non ricambiare la gentilezza degli altri;
8. Non alleviare il dolore psicologico degli altri;
9. Non far dono di beni materiali ai bisognosi e ai poveri;
10. Non adoperarsi per il bene della propria cerchia di discepoli, parenti, aiutanti e amici, dando loro l'insegnamento e l'aiuto materiale;
11. Non incoraggiare e sostenere la pratica del Dharma;
12. Non elogiare e incoraggiare la pratica del Dharma e le azioni positive degli altri;
13. Non agire con qualsiasi mezzo considerato necessario alle circostanze, per fermare chi sta compiendo azioni negative, in particolar modo coloro che costituiscono una minaccia al Dharma;
14. Non far uso di poteri miracolosi, anche essendone capaci, quando ciò sia necessario;

##### I quattro fattori
Vi sono quattro fattori che devono essere presenti insieme perché si incorra in una trasgressione completa:
1. Non considerare la propria azione come negativa.
2. Non abbandonare il desiderio di ripeterla.
3. Provare gioia e soddisfazione in ciò che si è fatto.
4. Mancare di coscienza e considerazione, non curandosi delle conseguenze dell'azione per se stessi e per gli altri.